# Hagen (Holstein)
Hagen ist eine Gemeinde im Kreis Segeberg in Schleswig-Holstein. Außer Hagen hat die Gemeinde keine weiteren Ortsteile.

## Geografie und Verkehr
Hagen liegt etwa sieben Kilometer nordwestlich von Bad Bramstedt in ländlicher Umgebung. Südlich verläuft die Bundesstraße 206 von Bad Bramstedt nach Itzehoe.
Das 12 ha große Landschaftsschutzgebiet Hagener Moor liegt im Gemeindegebiet. Durch die Feldmark verläuft die Mühlenbek.

## Geschichte
Hagen wurde 1233 erstmals als Rodungssiedlung am Rande des Kirchspiels Bad Bramstedt erwähnt. Der Name bezieht sich auf die Anlage des Dorfs als dornenbewehrte Wehr- und Fluchtanlage.

## Politik

### Gemeindevertretung
Bei der Kommunalwahl 2023 errang die Kommunale Wählervereinigung Hagen erneut alle neun Sitze in der Gemeindevertretung. Die Wahlbeteiligung betrug 56,3 Prozent.

### Bürgermeister
In der konstituierenden Sitzung der Gemeindevertretung wurde am 18. Juni 2018 Kay Holm zum neuen Bürgermeister gewählt. Sein Vorgänger Holger Klose hat sich nach 20 Jahren im Amt des Bürgermeisters nicht erneut zur Wahl gestellt.

### Wappen
Blasonierung: „Von Rot und Gold geteilt. Oben schräg gekreuzt eine silberne Hacke und eine silberne Axt, unten in Gold zwei schräg gekreuzte, aufrechte schwarze Dornenzweige.“

## Wirtschaft
Die ursprünglich landwirtschaftlich strukturierte Gemeinde ist heute überwiegend eine Wohngemeinde.

## Persönlichkeiten
- Mario Krüger (* 1957), Politiker